# Martin Macko
Martin Macko (Pozsony, 1920. június 17. – 1977. június 8.) szlovák nemzetközi labdarúgó-játékvezető.

## Pályafutása

### Nemzeti játékvezetés
1951-ben lett az I. Liga játékvezetője. A nemzeti játékvezetéstől 1963-ban vonult vissza. Első ligás mérkőzéseinek száma: 56.

### Nemzetközi játékvezetés
A Csehszlovák labdarúgó-szövetség Játékvezető Bizottsága (JB) terjesztette fel nemzetközi játékvezetőnek, a Nemzetközi Labdarúgó-szövetség (FIFA) 1955-től tartotta nyilván bírói keretében. Több nemzetek közötti válogatott és klubmérkőzést vezetett, vagy működő társának partbíróként segített. A csehszlovák nemzetközi játékvezetők rangsorában, a világbajnokság-Európa-bajnokság sorrendjében többedmagával a 16. helyet foglalja el 2 találkozó szolgálatával. Az aktív nemzetközi játékvezetéstől 1962-ben búcsúzott. Válogatott mérkőzéseinek száma: 6.

#### Labdarúgó-világbajnokság
A világbajnoki döntőhöz vezető úton Svédországba a VI., az 1958-as labdarúgó-világbajnokságra a FIFA JB bíróként alkalmazta. A FIFA JB elvárása szerint, ha nem vezetett, akkor működő társának segített partbíróként. Egy csoportmérkőzésen tevékenykedett partbíróként. Világbajnokságon vezetett mérkőzéseinek száma: 1 + 1 (partjelzés).

##### 1958-as labdarúgó-világbajnokság

###### Selejtező mérkőzés
| Időpont           | Helyszín                       | Mérkőzés típusa           | Mérkőzés          | Eredmény | Nézők száma |
| ----------------- | ------------------------------ | ------------------------- | ----------------- | -------- | ----------- |
| 1957. november 3. | Vaszil Levszki Stadion, Szófia | előselejtező (3. csoport) | Bulgária–Norvégia | 7 : 0    | 50 000      |

###### Világbajnoki mérkőzés
| Időpont          | Helyszín                       | Mérkőzés típusa              | Mérkőzés             | Eredmény | Nézők száma |
| ---------------- | ------------------------------ | ---------------------------- | -------------------- | -------- | ----------- |
| 1958. június 15. | Tunavallen Stadion, Eskilstuna | csoportmérkőzés (B. csoport) | Jugoszlávia–Paraguay | 3 : 3    | 13 000      |

#### A magyar labdarúgó-válogatott mérkőzései (1902–1929)
| Időpont            | Helyszín             | Mérkőzés típusa          | Mérkőzés                | Eredmény | Nézők száma |
| ------------------ | -------------------- | ------------------------ | ----------------------- | -------- | ----------- |
| 1955. november 13. | Népstadion, Budapest | 323. válogatott mérkőzés | Magyarország–Svédország | 4 : 2    | 90 000      |